# 呉王夫差矛
呉王夫差矛（ごおうふさやり）は、中国春秋時代末期の呉国の王であった夫差の青銅槍である。1983年11月湖北省江陵県馬山5号墓より出土した。腐食は見られない。

## 形状
槍先の長さ29.5センチメートル。

### 刻字
槍には鳥蟲書という書体で「呉王夫差 自作用鈼（さく）」とあり、夫差自身が作成して用いた槍だと刻字されている。